# Cerodontha kenyana
Cerodontha kenyana este o specie de muște din genul Cerodontha, familia Agromyzidae, descrisă de Zlobin în anul 2001.
Este endemică în Kenya. Conform Catalogue of Life specia Cerodontha kenyana nu are subspecii cunoscute.